# Acridoschema
Acridoschema är ett släkte av skalbaggar som ingår i familjen långhorningar.

## Arter
- Acridoschema aberrans (Jordan, 1894)
- Acridoschema capricorne Thomson, 1858
- Acridoschema flavolineatum Breuning, 1970
- Acridoschema isidori Chevrolat, 1858
- Acridoschema itzingeri Breuning, 1935
- Acridoschema ligatum Quedenfeldt, 1882
- Acridoschema thomense Jordan, 1903
- Acridoschema tuberculicolle (Breuning, 1950)